# Zhou Qunfei
Zhou Qunfei (1970) é uma empresária chinesa do ramo de telas de celulares  e fundadora da Lens Technology. Em 2015 era a mulher mais rica da China, com uma fortuna estimada em 7 bilhões de dólares. Sua companhia fornece telas sensíveis ao toque para os principais fabricantes de eletrônicos como Apple , Samsung Electronics, e Huawei.